# Coptocercus rubripes
Coptocercus rubripes es una especie de escarabajo longicornio del género Coptocercus, tribu Phoracanthini, subfamilia Cerambycinae. Fue descrita científicamente por Boisduval en 1835.

## Descripción
Mide 12,3-28,2 milímetros de longitud.

## Distribución
Se distribuye por Australia y Nueva Zelanda.